# Солнечное (Дагестан)
Со́лнечное (чечен. Боташ)— село в Хасавюртовском районе Дагестана.
Образует муниципальное образование село Солнечное со статусом сельского поселения как единственный населённый пункт в его составе.

## География
Село расположено в 6 км западнее от районного центра города Хасавюрт.
Ближайшие населённые пункты: на севере — село Баташюрт, на северо-востоке — село Османюрт, на северо-западе — сёла Нурадилово и Борагангечув, на юго-востоке — село Новомехельта,

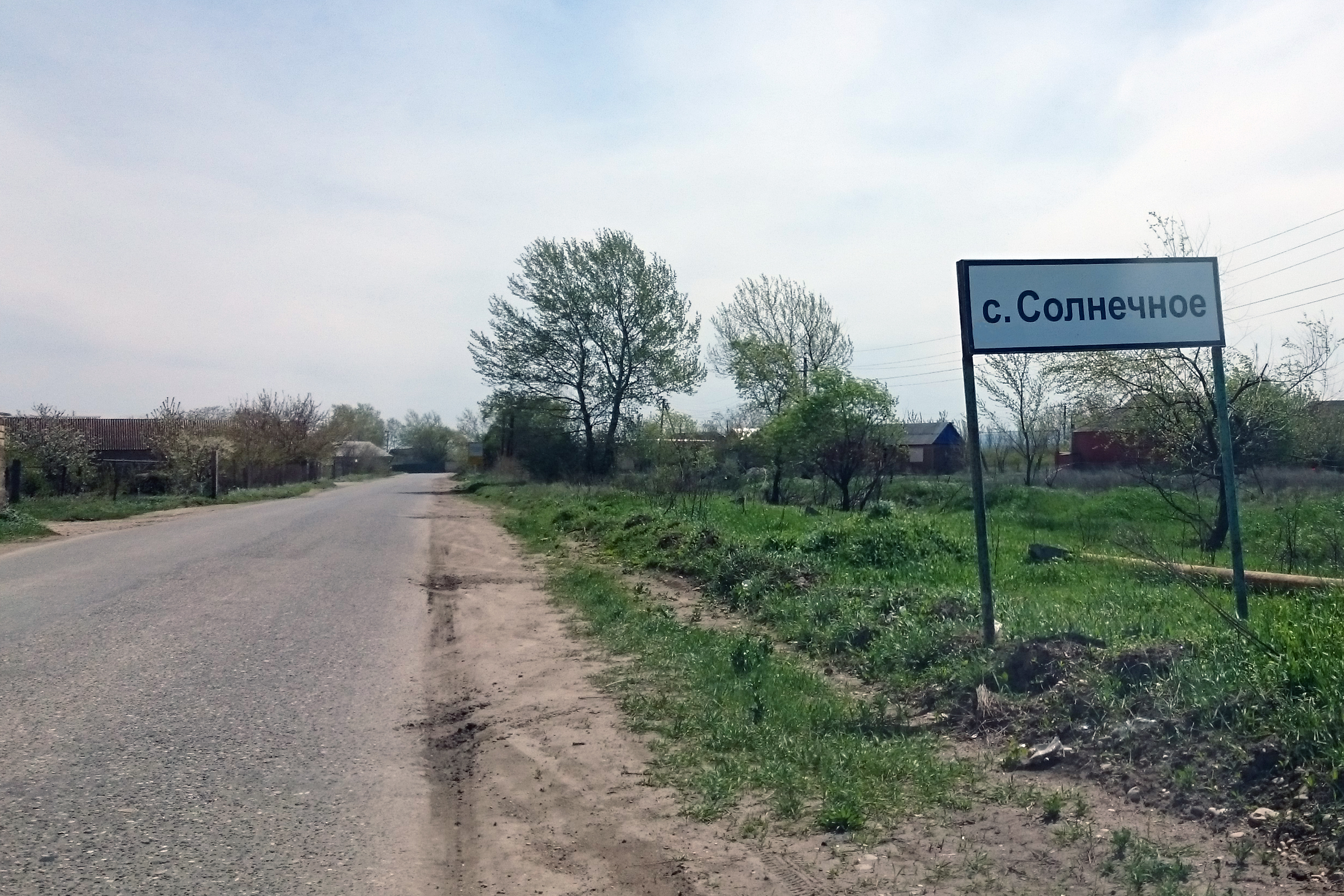

## Население
| 1939  | 1944  | 1959  | 1970  | 1984  | 1989  | 2002  |
| ----- | ----- | ----- | ----- | ----- | ----- | ----- |
| 66    | ↗557  | ↘327  | ↗1906 | ↗2508 | ↗2795 | ↗3759 |
| 2010  | 2012  | 2013  | 2014  | 2015  | 2016  | 2017  |
| ↗4501 | ↗4637 | ↗4690 | ↗4803 | ↗4924 | ↗5016 | ↗5079 |
| 2018  | 2019  | 2020  | 2021  | 2023  | 2024  | 2025  |
| ↗5162 | ↗5213 | ↗5317 | ↗5495 | ↗5575 | ↗5628 | ↗5694 |

Национальный состав (2002):
- чеченцы — 3,523 чел. (93,7 %),
- кумыки — 187 чел. (5,0 %),
- аварцы — 29 чел. (0,8 %),
- русские — 6 чел. (0,2 %),
- другие национальности — 14 чел. (0,4 %).

## История
Село было основано в районе железнодорожного разъезда Баташ (линия Гудермес — Махачкала Северо-Кавказской железной дороги). Изначально там были бараки для ссыльных. После 1957 года в селе поселились реабилитированные чеченцы, возвращавшиеся после депортации, которым было запрещено селиться в традиционных районах проживания, село предлагалось назвать «Мелха-юрт», что с чеченского переводится как «Солнечное село».
В 1983 году Указом Президиума Верховного Совета РСФСР утверждено наименование вновь возникшего населённого пункта селение Солнечное.

## Известные уроженцы
- Джамал Султанович Отарсултанов — российский борец вольного стиля. Олимпийский чемпион.